# Guinevere Planitia
La Guinevere Planitia è una vasta regione pianeggiante situata sulla superficie del pianeta Venere, caratterizzata da un'altitudine inferiore rispetto alle regioni circostanti di Beta Regio ed Eistla Regio. Il suo nome deriva da quello della regina Ginevra, la leggendaria moglie di re Artù.
Le analisi radar condotte dalla sonda Pioneer Venus e da osservatori terrestri hanno permesso di evidenziare la presenza di abbondanti colate laviche solidificate; la regione di Guinevere Planitia sembra dunque dominata da fenomeni di natura vulcanica.
La sua altitudine media varia fra 1 e 2 km al di sotto del livello medio superficiale di Venere; sono tuttavia presenti tre vulcani a scudo che raggiungono quote comprese fra 700 e 2000 m rispetto alla pianura circostante.